# Ulvi Cemal Erkin

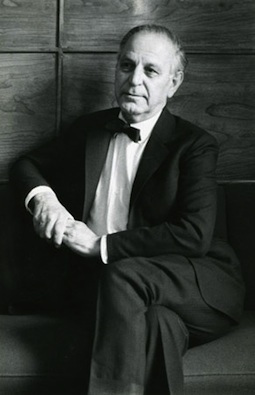
Ulvi Cemal Erkin

Ulvi Cemal Erkin (* 14. März 1906 in Istanbul; † 2. Juni 1972 in Ankara) war ein türkischer Komponist.
Erkin studierte in Paris bei Jean und Noël Gallon und Nadia Boulanger. Seit 1930 war er Professor am Staatskonservatorium in Ankara, das er 1949 bis 1951 auch leitete. Später war er auch Dirigent der Staatsoper. Er gehörte zu den Türkischen Fünf, der Gruppe der ersten professionellen Komponisten der Türkei.
Erkin komponierte zwei Sinfonien und eine Sinfonietta, ein Violin- und ein Klavierkonzert, eine konzertante Sinfonie für Klavier und Orchester, kammermusikalische Werke, Zehn türkische Volkslieder für gemischten Chor, Klavierwerke, Lieder und Volksliedbearbeitungen.
Eines seiner bekanntesten Stücke ist die Köçekce-Suite.